# کارلو بوسکالیا
کارلو بوسکالیا (انگلیسی: Carlo Buscaglia; ۹ فوریهٔ ۱۹۰۹ – ۱۵ اوت ۱۹۸۱) بازیکن فوتبال اهل ایتالیا بود.
از باشگاه‌هایی که در آن بازی کرده‌است می‌توان به باشگاه فوتبال یوونتوس و باشگاه فوتبال ناپولی اشاره کرد.